# Festiwal Kamień w Galilei
Festiwal Kamień w Galilei (hebr. אבן בגליל פסטיבל וסימפוזיון; ang. The Stone in the Galilee Festival) – festiwal i sympozjum poświęcone rzeźbiarstwu w kamieniu, odbywający się corocznie w mieście Ma’alot-Tarszicha na północy Izraela.

## Historia
Festiwal został po raz pierwszy zorganizowany w 1991 roku. Okazją do jego ogłoszenia był konkurs na pomnik Mosze Perlmana. Sukces pierwszego festiwalu stał się zachętą dla władz miejskich, aby organizować go corocznie. Koszty finansowe organizacji pokrywa gmina, Ministerstwo Kultury i Sportu, loteria narodowa oraz inne organizacje kulturalne Izraela.

## Informacje ogólne
Festiwal jest organizowany w parku nad jeziorem Monfort w mieście Ma’alot-Tarszicha. Do miasta zjeżdżają się rzeźbiarze z całego świata. Wcześniej publikowany jest główny temat festiwalu. Rzeźbiarze uczestniczący w festiwalu przedstawiają projekty artystyczne, z których do realizacji wybierane są najlepsze. Do ich wykonania przygotowywane są ogromne głazy ważące 10 ton każdy. Wszystkie one pochodzą z kamieniołomów w Galilei. Rzeźbiarze wykonują swoje prace przez dwa tygodnie poprzedzające żydowskie święto Pesach. Punktem kulminacyjnym jest publiczne prezentacja rzeźb podczas święta Pesach.